# Gulnäbbad blåskata
Gulnäbbad blåskata (Urocissa flavirostris) är en asiatisk fågel i familjen kråkfåglar inom ordningen tättingar.

## Utseende
Gulnäbbad blåskata är en distinkt, svarthuvad och blåvit skata med mycket lång och kraftigt kilformad stjärt. Näbben är som namnet avslöjar gul och i den svarta nacken syns ett vitt band. Ovansidan liksom stjärten är blå, den senare med vit spets, undersidan vitaktig eller hos nominatformen med gulaktig anstrykning. Kroppslängden är 55–61 cm inklusive stjärten.

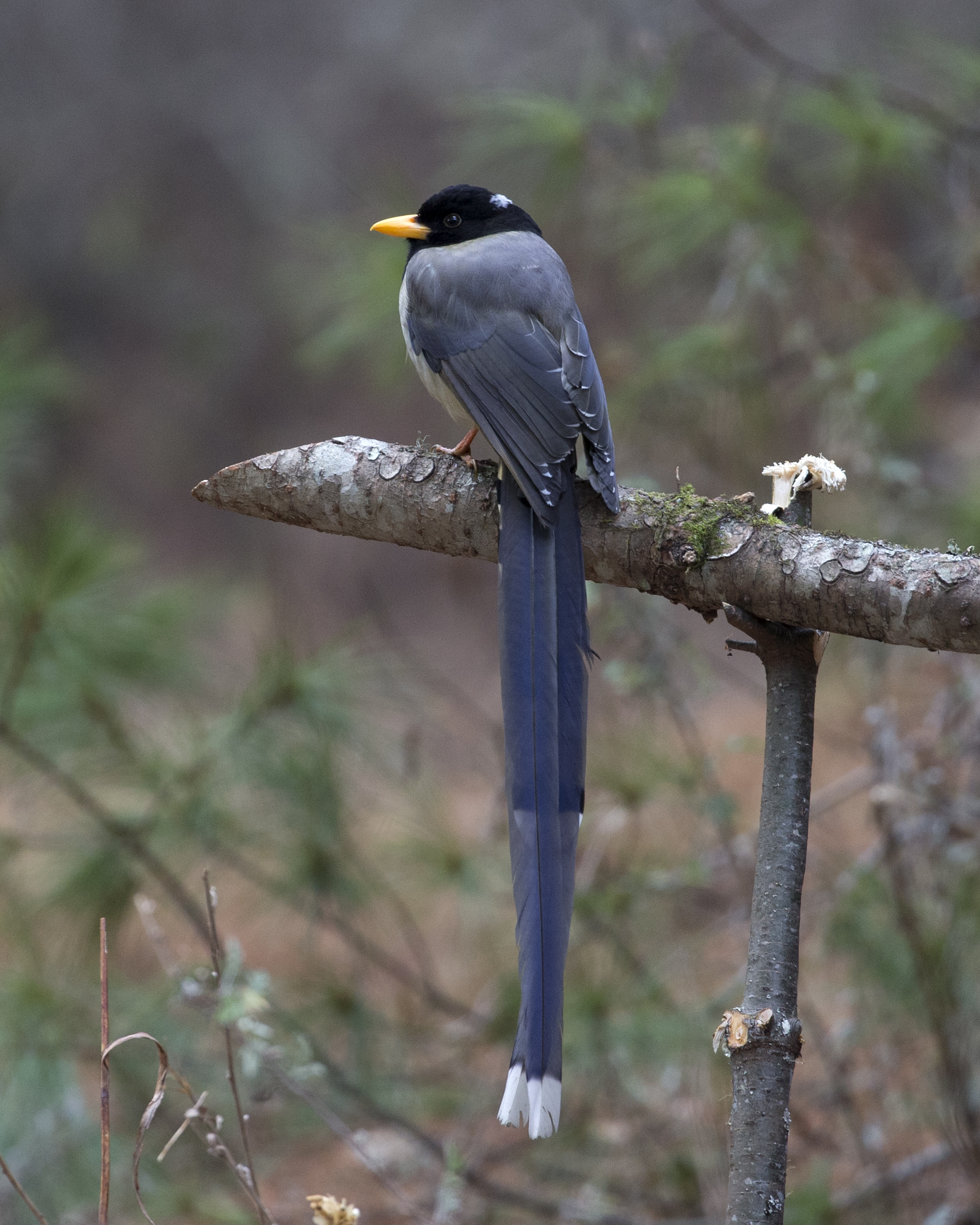
Gulnäbbad blåskata i Bhutan.

## Läten
Bland lätena hörs högljudda och hårda visslingar och skriande ljud.

## Utbredning och systematik
Gulnäbbad blåskata förekommer dels i Himalaya, dels med två isolerade bestånd i bergstrakter i Burma och Vietnam. Den delas in i fyra underarter med följande utbredning:
- Urocissa flavirostris cucullata – förekommer i västra Himalaya (Hazara, Pakistan till östra Nepal)
- Urocissa flavirostris flavirostris – förekommer i östra Himalaya (Assam, södra Tibet och norra Myanmar)
- Urocissa flavirostris schaeferi – förekommer i västra Burma (Chin Hills)
- Urocissa flavirostris robini – förekommer i norra Vietnam (nordvästra Tonkin)

## Levnadssätt
Gulnäbbad blåskata påträffas i tempererade blandskogar på mellan 1600 och 2700 meters höjd. Fågeln är en allätare som intar alla sorters ryggradslösa djur, men även frukt och bär samt små däggdjur. Den häckar mellan slutet av april till början av juli. Arten är huvudsakligen stannfågel, men de mest höglänt levande populationerna rör sig till längre nivåer vintertid.

## Status och hot
Arten har ett stort utbredningsområde, men tros minska i antal, dock inte tillräckligt kraftigt för att den ska betraktas som hotad. Internationella naturvårdsunionen IUCN listar arten som livskraftig (LC). Världspopulationen har inte uppskattats, men den beskrivs som ganska vanlig eller lokalt vanlig.

## Taxonomi och namn
Gulnäbbad blåskata beskrevs vetenskapligt av Edward Blyth 1846. Fågelns vetenskapliga artnamn betyder just ”gulnäbbad".